# Янчекрак (річка)
Янчекра́к — річка в Україні, в межах Василівського району Запорізької області. Ліва притока Дніпра (басейн Чорного моря). Назва річки Янчекрак — тюркського походження і означає «біля кущів».

## Опис
Довжина річки 30 км. Долина неглибока, з пологими схилами, місцями з ярами та балками. Заплава у пригирловій частині затоплена водами Каховського водосховища. Річище слабозвивисте, на окремих ділянках влітку пересихає.

## Розташування
Янчекрак бере початок на схід від села П'ятихатки. Тече на захід і північний захід. Впадає у Дніпро (в Каховське водосховище) біля західних околиць села Кам'янського.

## Притоки
- Норова (права).